# Землетрясение у островов Тонга (2006)
Землетрясение у остров Тонга произошло 3 мая 2006 года в 15:26:35 UTC (4 мая в 04:26:35 по местному времени) и достигло магнитуды 8,0. В результате один человек получил ранения. Наблюдалось слабое цунами.

## Землетрясение
Очаг землетрясения располагался под дном океана на глубине 15 км. Эпицентр находился менее чем в 20 км от островов Хаапай, принадлежащих Тонга, и в 170 км от столицы страны Нукуалофа. Смещение пород имело характер взброса.
CNN и Би-би-си сообщали об эвакуации города Гисборн в Новой Зеландии, однако официальных заявлений от властей по этому поводу не поступало и в самой Новой Зеландии подобные сведения не распространялись. Тихоокеанский Центр предупреждения о цунами на Гавайях выпустил предупреждение для всей береговой линии США через 17 минут после землетрясения. Спустя час центр сократил зону охвата до 600 км от эпицентра, а ещё через час отменил предупреждение.

## Ущерб
Землетрясение привело к очень ограниченному ущербу. Предыдущее крупное землетрясение, затронувшее Тонга в 1977 году, было меньшей магнитуды, но привело к более серьезным повреждениям. Вероятной причиной является то, что в 2006 году землетрясение имело другие частоты, что вызывало резонанс в мелких предметах. В супермаркетах, все банки и бутылки, которые содержали жидкости, перевернулась или упали, в то время как большие предметы или содержащие сухие товары были практически не подвержены влиянию. Было очень мало сообщений о повреждениях в Тонга, в основном упавшие со стен картины или предметы, хранившиеся в шкафах и на полках. Тем не менее, здания получили повреждения, один человек пострадал:
- У столетней католической церкви в Лапахе появились новые трещины в башне, несколько камней упало вниз, оставив шпиль в несколько неустойчивом положении.
- Башня 60-летнего здания, принадлежащего Свободной церкви Тонга в Веитонго, рухнула, шпиль наклонился, некоторые стены получили трещины, не подлежащие ремонту. Как и в Лапаха, верующие продолжали службу.
- Корейский бизнесмен в панике выпрыгнул в окно второго этажа, и пострадал при падении. Он был доставлен в больницу, где ему пришлось долго ждать помощи, так как не было электричества, а большинство сотрудников отсутствовали (4 мая — День рождения короля Георга Тупоу V).
- Американская верфь в Нукуалофа получила новые трещины в дополнение к тем, которые были вызваны землетрясением 1977 года.
- Корабль, затонувший в 1949 году рядом с Тоула (отсрова Вавау), по-видимому, развалился, и его груз копры всплыл на поверхность океана.
- На острове Хунга произошёл оползень: часть крутого берега сошла в воду.
- На островах Хаапай, ближайших к эпицентру, повреждён порт, разорваны некоторые водопроводные трубы и телефонные линии. Разрушена больница Ниууи.

## Цунами
Поскольку землетрясение произошло под водой, было выдано предупреждение о цунами, но затем оно было отменено.